# António de Vasconcelos Corrêa
António de Almeida de Vasconcelos Corrêa, também conhecido como António de Almeida de Vasconcelos Correia GCMAI (Lisboa, 5 de Julho/23 de Julho de 1872 - Lisboa, 3 de Dezembro de 1956), foi um engenheiro e empresário português.

## Biografia

### Vida pessoal e educação
Nasceu em Lisboa, em 5/23 de Julho de 1872, e faleceu na mesma localidade, a 3 de Dezembro de 1956, com 84 anos de idade. Diplomado em engenharia civil pela Escola do Exército, em 1984, era irmão do médico e diplomata Augusto César de Almeida de Vasconcelos Correia.
Filho mais velho de Júlio César de Vasconcelos Correia (Lisboa, Santos-o-Velho ou Santa Catarina, 21 de Dezembro de 1837 - Lisboa, Santos-o-Velho, 31 de Dezembro de 1910), Engenheiro e Construtor Naval, casado em Lisboa, Encarnação, com Constança Libânia Auta de Almeida (Lisboa, Santos-o-Velho, c. 1840 - Lisboa, Santos-o-Velho, 13 de Março de 1926), filha de Francisco Pereira e de sua mulher Maria da Rocha de Proença. O seu pai era o filho natural mais velho de António César de Vasconcelos Correia (Torres Novas, 9 de Fevereiro/Novembro de 1797 – Lisboa, 11 de Novembro de 1865), 1.º Visconde de Torres Novas e 1.º Conde de Torres Novas, e de Ana Maria Correia.

### Carreira profissional
Em 5 de Fevereiro de 1895, empregou-se no Serviço de Tracção da Companhia Real dos Caminhos de Ferro Portugueses, como aluno montador nas Oficinas Gerais de Santa Apolónia; após transitar por várias funções, conseguiu ser admitido como maquinista de segunda classe em Novembro de 1896, tendo sido colocado no Depósito das Máquinas do Entroncamento. Foi posteriormente promovido a agente técnico de material e tracção, subchefe do Depósito de Máquinas, subinspector de tracção, engenheiro chefe adjunto da Divisão de Exploração, e em finais de 1910 a administrador da Companhia, por parte do governo; em 1926, passa a vice-presidente, e em 1933 a presidente do Conselho de Administração. Em Agosto de 1940, participou na viagem inaugural do serviço ferroviário Flecha de Prata.
Exerceu igualmente a posição de procurador, em nome das empresas ferroviárias e da Ordem dos Engenheiros, da qual foi um dos fundadores e o primeiro Presidente do Conselho Directivo, cargo actualmente equivalente ao de Bastonário, da Ordem dos Engenheiros entre 20 de Janeiro de 1937 e 29 de Fevereiro de 1940, na Câmara Corporativa. Orientou, a partir dos finais da década de 1920, a elaboração de um projecto de desenvolvimento industrial para Portugal, que atingiu o seu auge no I Congresso da Engenharia Portuguesa.
Foi homenageado pela Companhia a 14 de Fevereiro de 1945, pelo seu quinquagésimo ano de serviço, tendo recebido do Chefe de Estado, Marechal Carmona, a Grã-Cruz da Ordem Civil do Mérito Agrícola e Industrial Classe Industrial.
Casou com Hermínia da Paz Neto Pereira Serzedelo, filha de António Carlos Pereira Serzedelo (Lisboa, São Paulo, 3 de Abril de 1829 - ?) e de sua mulher Maximiana Isidora de Oliveira Neto (Almada, Almada, 23 de Abril de 1832 - ?), sem geração.